# Skogsbrukssätt
Ett skogsbrukssätt är ett "system enligt vilket skogsbestånd vårdas, skördas och ersätts med ny skog" 
Idag använder man alltmer begreppet skogsskötselsystem.